# Радянське село
«Радя́нське село́» — тижнева газета для селян Правобережжя, заснована 20 червня 1924 року в Києві як орган губкому КП(б)У.
Перенесена 6 листопада 1925 року до Харкова і реорганізована, після об'єднання з газетою «Селянська правда» (1921—1925), як всеукраїнська селянська газета, орган ЦК КП{б)У з періодичністю 3 рази на тиждень, накладом 165000, згодом 600000 (наймасовіша газета УРСР); редактор Сергій Пилипенко.
Серед авторів «Радянського села» особливо популярним був Остап Вишня; в газеті писали також провідні діячі партії та уряду: Григорій Петровський, Влас Чубар, Микола Скрипник та інші. 1 січня 1933 року «Радянське Село» перейменовано на «Колгоспне Село», а з 31 грудня 1934 року ліквідовано. Відтоді до 1939 року в УРСР не було жодної центральної газети, призначеної для села.